# Priležni stik
Priležni stik je stik med sosednjima celicama ali vrstama tkiva, ki ju trdno povezuje. Med priležne stike uvrščamo držek (dezmosom), hemidezmosom, pasasti priležni stik (zonula adherens).
Celice v tkivih in organih morajo biti med seboj povezane in pričvrščene na komponente zunajceličnega matriksa in zato so se razvile različne vrste priležnih stikov. V priležnem stiku se nahajajo povezovalne beljakovine, preko katerih se beljakovine citoskeleta v eni celici povezujejo z beljakovinami citoskeleta v drugi celici in z beljakovinami zunajceličnega matriksa. Priležni stiki pričvrstijo celice med seboj, po drugi strani pa omogočajo tkivu tudi strukturno kohezijo. Največ se jih nahaja v tkivih, ki so neprestano izpostavljena mehanskim obremenitvam (na primer koža, srčna mišičnina).

## Razvrščanje
Ločimo 3 vrste priležnih stikov, ki se med seboj razlikujejo v povezovalnih beljakovin in vrsti citoskeleta, ki se nanje pritrjuje:
| Stik                  | Vežoči citoskelet       | Povezovalne beljakovine | Pričvrsti celico na:                  |
| --------------------- | ----------------------- | ----------------------- | ------------------------------------- |
| Držek (dezmosom)      | intermediarni filamenti | kadherin                | druge celice                          |
| Hemidezmosom          | intermediarni filament  | integrini               | zunajcelični matriks                  |
| Pasasti priležni stik | aktinski filamenti      | kadherin/integrini      | druge celice ali zunajcelični matriks |

#### Držki
Držki ali dezmosomi izgledajo kot zakovice med dvema sosednjima celicama. Intermediarni filamenti, sestavljeni iz keratina in dezmina, se v priležnem stiku pričvrstijo na pritrjevalne beljakovine, ki na citoplazemski strani celične membrane oblikujejo čvrsti plak. Na citoplazemski plak so vezane molekule kadherina, ki imajo vlogo povezovalne beljakovine in se skozi membrano razprostirajo izven celice ter se močno pritrdijo na kadherinske molekule, ki molijo iz sosednje celice.

#### Hemidezmosomi
Tudi hemidezmosomi tvorijo zakovicam podobne strukture, vendar povezujejo celični citoskelet s komponentami zunajceličnega matriksa, kot je na primer bazalna lamina, ki se nahaja pod epitelijem. Nanje se, kot na dezmosome, pritjujejo intermediarni filamenti, vendar pa imajo vlogo povezovalne beljakovine integrini namesto kadherinov.

#### Pasasti priležni stik
Na pasasti priležni stik (zonula adherens) se pritrjujejo aktinski filamenti. Celico povezuje bodisi s sosednjo celico bodisi s komponentami zunajceličnega matriksa. V primeru povezave s sosednjo celico so v vlogi povezovalnih beljakovin kadherini (kot pri držkih), če pa povezujejo celico z zunajceličnim matriksom pa integrini (kot pri hemidezmosomih). Priležni stiki, ki povezujejo dve celici med seboj, izgledajo kot pas, ki obdaja vso celico, pri povezavi celice z zunajceličnim matriksom pa dajejo videz majnih točk, zato te imujejo tudi točkasti priležni stiki.